# Latavious Williams
Pour les articles homonymes, voir Williams.
Latavious Williams, né le 29 mars 1989 à Starkville, dans l'État du Mississippi, est un joueur américain de basket-ball. Il évolue aux postes d'ailier fort et de pivot.

## Carrière
En juillet 2017, Williams signe un contrat d'un an avec le Valencia Basket Club, club de première division espagnole.